# Usina Hidrelétrica Leonel de Moura Brizola
A Usina Hidrelétrica Leonel de Moura Brizola (ex-Usina Hidrelétrica de Jacuí) é uma usina hidrelétrica brasileira localizada no estado do Rio Grande do Sul. Tem potência efetiva de 180 MW e sua concessionária é a Companhia Estadual de Geração e Transmissão de Energia Elétrica.
A primeira unidade da Usina Hidrelétrica do Jacuí começou a operar em 1962. Localizada no rio Jacuí, no município do Salto do Jacuí. A usina possui seis grupos geradores de 30 MW, com adução realizada por túnel de 1.200 metros de comprimento e nove metros de diâmetro. A Barragem Engenheiro Maia Filho forma um reservatório de 5.420 hectares e possui dezessete comportas. Em 2005, a Usina Hidrelétrica Jacuí passou a se denominar Usina Hidrelétrica Leonel de Moura Brizola, em homenagem ao político gaúcho Leonel Brizola.